# Чачинці
Чачинці (хорв. Čačinci) — населений пункт і громада в Вировитицько-Подравській жупанії Хорватії.

## Населення
Населення громади за даними перепису 2011 року становило 2 802 осіб. Населення самого поселення становило 2110 осіб.
Динаміка чисельності населення громади:
Динаміка чисельності населення центру громади:

## Населені пункти
Крім поселення Чачинці, до громади також входять: 
- Брезовляни-Войновицькі
- Буквик
- Хумляни
- Крайна
- Краскович
- Паушинці
- Прекорачани
- Пушина
- Раїно Полє
- Слатинський Дреноваць
- Войновиця

## Клімат
Середня річна температура становить 11,19 °C, середня максимальна – 25,48 °C, а середня мінімальна – -5,82 °C. Середня річна кількість опадів – 737 мм.
| Клімат поселення                              | Клімат поселення | Клімат поселення | Клімат поселення | Клімат поселення | Клімат поселення | Клімат поселення | Клімат поселення | Клімат поселення | Клімат поселення | Клімат поселення | Клімат поселення | Клімат поселення | Клімат поселення |
| Показник                                      | Січ.             | Лют.             | Бер.             | Квіт.            | Трав.            | Черв.            | Лип.             | Серп.            | Вер.             | Жовт.            | Лист.            | Груд.            |                  |
| Середній максимум, °C                         | 5,86             | 8,09             | 12,72            | 17,16            | 22,40            | 25,48            | 25,32            | 24,72            | 20,46            | 15,18            | 9,42             | 5,33             |                  |
| Середня температура, °C                       | 0,02             | 2,27             | 6,86             | 11,29            | 16,54            | 19,63            | 21,53            | 20,94            | 16,68            | 11,38            | 5,62             | 1,53             |                  |
| Середній мінімум, °C                          | −5,82            | −3,6             | 1,00             | 5,45             | 10,70            | 13,78            | 17,73            | 17,14            | 12,88            | 7,59             | 1,84             | −2,24            |                  |
| Норма опадів, мм                              | 45               | 42               | 44               | 57               | 71               | 92               | 67               | 68               | 57               | 64               | 73               | 57               |                  |
| Середньомісячна швидкість вітру, м/с          | 2.12             | 2.40             | 2.70             | 2.60             | 2.30             | 2.10             | 2.10             | 1.90             | 1.90             | 1.97             | 2.10             | 2.20             |                  |
| Середньомісячна сонячна радіація, кДж/м²·день | 4136             | 6881             | 10805            | 15261            | 19263            | 21311            | 22226            | 20119            | 14791            | 9131             | 4679             | 3520             |                  |
| --------------------------------------------- | ---------------- | ---------------- | ---------------- | ---------------- | ---------------- | ---------------- | ---------------- | ---------------- | ---------------- | ---------------- | ---------------- | ---------------- | ---------------- |
| Джерело:                                      |                  |                  |                  |                  |                  |                  |                  |                  |                  |                  |                  |                  |                  |